# Realeksamen
 Der er for få eller ingen kildehenvisninger i denne artikel, hvilket er et problem. Du kan hjælpe ved at angive troværdige kilder til de påstande, som fremføres i artiklen.

Realeksamen var en eksamen, man kunne tage efter 10. skoleår. Realeksamen blev indført ved skoleloven af 1903.  Indtil 1963 blev man optaget i en etårig realklasse efter mellemskoleeksamen. Efter 1963 gik man i 1.-3. real, som man påbegyndte efter 7. klasse. Realklasserne blev afskaffet i 1975-1978, så det sidste hold fik realeksamen i sommeren 1978.
Opdelingen i 8.-10. klasse og 1.-3. real var i grove træk en opdeling af elever, der senere skulle i lære, og dem, der skulle læse videre. De, der tog realeksamen, var derfor ofte mere bogligt stærke. Realeksamen var en forudsætning for umiddelbar adgang til funktionær-uddannelser i kontorfag og finansvirksomheder og til andre mellemlange uddannelser som folkeskolelærer, sygeplejerske m.fl. 
Optagelse på et gymnasium krævede ikke realeksamen. De fleste gymnasieelever kom i gymnasiet direkte efter 9. skoleår (før 1963 efter mellemskoleeksamen, senere efter 2. real); andre blev optaget efter realeksamen.
En række private skoler har bibeholdt ordet realskole i navnet, også efter realeksamens afskaffelse i medfør af skoleloven af 1975.